# Blitz, der schwarze Hengst
Blitz, der schwarze Hengst (Originaltitel: The Black Stallion) ist ein Jugendbuch des US-amerikanischen Autors Walter Farley. Die englischsprachige Originalausgabe erschien 1941.

## Handlung
Alec Ramsay, ein zwölfjähriger US-Amerikaner, und ein wilder schwarzer Araberhengst sind die einzigen Überlebenden des Untergangs des Frachters „Drake“. Sie stranden auf einer einsamen, kargen Insel irgendwo weit vor der portugiesischen Küste. Während ihres Überlebenskampfes auf dem unwirtlichen Eiland entsteht eine tiefe Freundschaft zwischen Mensch und Tier. Alec gelingt es sogar, den Hengst dazu zu bringen, ihn auf seinem Rücken zu dulden und sich reiten zu lassen. Nach ihrer Rettung nimmt Alec Blitz, wie er das Pferd nennt, mit in den damaligen New Yorker Vorort Flushing, wo er mit seinen Eltern wohnt. Alec lernt den ehemaligen Jockey Henry Dailey kennen, der das Potential der beiden erkennt und sie zu trainieren beginnt. Die Bekanntschaft mit einem Zeitungsreporter ermöglicht es Alec und Henry, Blitz als drittes Pferd an einem Wettrennen zwischen den beiden schnellsten Rennpferden der USA teilnehmen zu lassen, das Blitz trotz Verletzung gewinnt.

## Hintergrund
Im US-amerikanischen Original hat Blitz keinen Namen. Alec ruft ihn „Black“ („Schwarzer“). Das wird in der deutschsprachigen Synchronisation der Verfilmungen übernommen.

## Verfilmungen
1979 wurde das Buch von Francis Ford Coppola unter dem Titel Der schwarze Hengst mit Kelly Reno (Alec) und Mickey Rooney (Henry) verfilmt.
1981 entstand die Fortsetzung Der schwarze Hengst kehrt zurück, welche auf dem zweiten Band der Blitz-Reihe, Blitz kehrt heim, basiert.

## Fortsetzungen
Blitz, der schwarze Hengst wurde zum Auftakt einer ganzen Jugendbuchreihe, die nach Walter Farleys Tod von dessen Sohn Steven Farley fortgeführt wurde.
Diese wurden noch von Walter Farley geschrieben:
1. Blitz der schwarze Hengst (The black stallion)
2. Blitz kehrt heim (The black stallion returns)
3. Blitz schickt seinen Sohn (Son of the black stallion)
4. Blitz und Vulkan (The black Stallion and Satan)
5. Blitz bricht aus (The Black stallion revolts)
6. Blitz legt los (The black stallion's Courage)
7. Blitz sucht seinen Vater (The black stallion's Mystery)
8. Blitz und der Brandfuchs (Black Stallion and Flame)
9. Blitz und der Feuerteufel (The black stallion's sulky colt)
10. Blitz wird herausgefordert (The black stallion challenged)
11. Blitz in Gefahr (The black stallion's ghost)
12. Blitz und Pam/Mädchen im Sattel (The black stallion and the girl)
13. Blitz, der Hengst des Sonnengottes (The black stallion legend)
14. Blitz, das schwarze Fohlen (The young black stallion – zusammen mit seinem Sohn Steven Farley)
15. Blitz. Der unheimliche Schatten (Steven Farley)
16. Blitz und schwarzer Sturm (The black stallion's steeplechaser – von Steven Farley)

Steven Farley kreierte zudem die Reihe Blitz und seine Freunde, die zwar noch immer Alec Ramsey, Blitz und Henry Dailey als Protagonisten hat, den Schwerpunkt aber auf das Mädchen Danielle Conners (Dany) und ihr Pferd Redman legt. Diese Reihe wendet sich an ein jüngeres Publikum als die originalen Blitz-Bücher.
Die folgenden Bücher von Steven Farley lauten:
1. Blitz und seine Freunde, Das große Versprechen
2. Blitz und seine Freunde, Entscheidung für Dany
3. Blitz und seine Freunde, Rückkehr auf die Ranch
4. Blitz und seine Freunde, Rivalen werden Freunde
5. Blitz und seine Freunde, Die Spur des Panthers
6. Blitz und seine Freunde, Abschied von Raven